# حواصیل‌های نمادین
حواصیل‌های نمادین (نام علمی: Ardea) نام یک سرده از تیره حواصیل است.
اعضای این سرده عبارتند از:
- حواصیل آبی بزرگ، Ardea herodias
- حواصیل خاکستری، Ardea cinerea
- غول حواصیل، Ardea goliath
- حواصیل کوکوی، Ardea cocoi
- حواصیل گردن‌سفید یا حواصیل اقیانوس آرام، Ardea pacifica
- حواصیل سرسیاه، Ardea melanocephala
- حواصیل هامبلوت، Ardea humbloti
- حواصیل شکم‌سفید، Ardea insignis
- حواصیل نوک‌بزرگ، Ardea sumatrana
- حواصیل ارغوانی، Ardea purpurea
- حواصیل سفید بزرگ یا حواصیل سفید بزرگ، Ardea alba (گاهی در Casmerodius یا Egretta)
  - حواصیل بزرگ شرقی، Ardea (alba) modesta
- حواصیل رنگارنگ، Ardea picata (گاهی در Egretta)